# Édouard Schneider
Édouard Schneider (né à Fontenay-sous-Bois le 21 février 1880 et mort à Paris le 21 septembre 1960) est un écrivain français.

## Biographie
Né à Fontenay-sous-Bois (Seine) en 1880, Édouard Schneider étudie le droit, les lettres, l'histoire, la théologie et l'art), avant d'entrer au Barreau de Paris comme avocat, qu'il quitte rapidement pour se consacrer à la littérature.
Il a remporté trois prix de l'Académie française : le prix Montyon pour Les Mages en 1912, le prix Marcelin Guérin pour Les Heures bénédictines en 1926 et le prix Brieux pour L'Exaltation en 1928.
En 1936, il épouse l'artiste peintre roumaine Lilly Verea.
Ses sympathies pour Pétain et Mussolini ont provoqué sa mise à l'écart après la Seconde Guerre mondiale.
Édouard Schneider est mort à Paris en 1960.